# Kratovo
För andra betydelser, se Kratovo (olika betydelser).
Kratovo (makedonska: Кратово [ˈkratɔvɔ] lyssna (fil)) är en mindre stad i kommunen Kratovo i nordöstra Nordmakedonien. Staden ligger på berget Osogovos västra sluttning, cirka 600 meter över havet. Den är berömd för sina broar och torn. Kratovo hade 5 401 invånare vid folkräkningen år 2021.
Staden ligger i en sloknad vulkankrater vad som återspeglas i namnet.
Av invånarna i Kratovo är 97,47 % makedonier och 1,93 % romer (2021).

## Historia
Under styre av serbiska adelsmän 1282 blev staden ett gruvcentrum tack vare saxiska gruvarbetare som kom för att arbeta i gruvorna. Stadens betydelse bevisas genom sultan Murads besök som var på väg med sin armé till Kosovo, men stannade i Kratovo för att besöka den redan berömda staden av guld och silver.
Gruvnäringen fortsatte tills det Karposhiska upproret 1689, då staden ödelades och gruvan stängdes. 1805 öppnades gruvan, som då arrenderades av Ali-Beg Majdemdzija, åter. Enligt Amu Bue hade staden 56 000 invånare 1836. I slutet av 1800-talet stagnerade staden snabbt och affärerna med guld- och silversmide stängdes.

## Kultur
Dagens Kratovo är ganska lik historiens. En gång fanns det tolv torn, sex av dessa finns kvar idag. Två av tornen är tillgängliga för besökare. I klocktornet finns ett museum om stadens historia. I Simikjeva-tornet visas vapen från 1800-talet och bilder från Första världkriget. Stadens kännetecknas även av dess broar som byggts av gamla mästare.
Staden har en unik och intressant arkitektur från 1800-talet och ett unik konstgalleri med teckningar av barn som har vunnit otaliga priser på olika internationella utställningar.

## Språk
Lokalbefolkningen talar den Kumanovo-Kratovska dialekten av det makedonska språket, som är mer likt språket i södra Serbien och nordvästra Bulgarien än standardmakedonskan.